# 欢悦

Intel欢悦商标

欢悦 Viiv (发音/vaɪv/)平台是英特尔公司于2006年推出的一种含有媒体中心技术的个人电脑技术。
Intel宣称每一款含有欢悦技术的个人电脑都会拥有多核心处理器，遥控器，千兆比特以太网控制器以及无线网络设备。这种电脑通常还通过电视卡拥有个人视频录像功能。Intel的Quick Resume技术还将提供快速关机和重新启动功能。
目前的欢悦平台电脑将预装Windows XP Media Center Edition操作系统。有消息声称，Intel正在开发基于Linux版本的欢悦平台，以降低整体成本。

## 概要
作為英特爾的經營謀略，英特爾大大地採納平台，不但CPU，在晶片組和網絡適配器，以及PC的主要構成零件等，都採用了英特爾的產品。把這個有充分的網絡及多媒體性能的平台，賦予地位為「適合家庭」的Viiv平台品牌。 
英特爾給予PC 對應服務的廠商提供Viiv品牌。

## Viiv品牌的條件和構成要素
Viiv的認證，包括需要英特爾指定的「處理器」、「晶片組」、「網絡卡」以及「作業系統」等。沒滿足下列任何一項要求都不能取得認證。 
- 處理器：英特爾的雙核心或四核心處理器
  - Intel Pentium D
  - Intel Pentium Extreme Edition
  - Intel Core Duo
  - Intel Core 2 Duo
  - Intel Core 2 Extreme
  - Intel Core 2 Quad
- 晶片組：對應HD Audio。
  - Intel 975X Express
  - Intel 955X Express
  - Intel 945G Express
  - Intel 945P Express
  - Intel 945GT Express
  - Intel P965 Express
  - Intel G965 Express
  - Intel Mobile Intel 945GM Express
- 網絡卡：以能連接網絡為條件。
  - Intel PRO/1000 PM
  - Intel PRO/100 VE
  - Intel PRO/100 VM
  - 82562V 10/100
  - 82566DC
- 作業系統
  - Microsoft Windows XP Media Center Edition 2005
    - 必須安裝Windows XP Media Center Edition 2005 的更新彙總套件 2 (KB900325)。

  - Microsoft Windows Vista Home Premium、Ultimate

- 電視卡可自行選擇是否需要。